# データのじかん
データのじかんは、ウイングアーク1st株式会社が2017年に開設したデータ活用・DX（デジタルトランスフォーメーション）特化のウェブマガジンである。ウイングアーク1st社のオウンドメディア（自社運営メディア）として位置づけられ、データやテクノロジーによってビジネスや社会に変革を起こす「越境者」と呼ばれる人々を応援・支援することを目的としている。2023年時点では年間延べ400万人の読者に利用されている。

## 概要
データのじかんは、ウイングアーク1st株式会社が2017年に立ち上げたウェブメディアである。サイト上では、データ活用のノウハウ、最新技術動向、業界の事例紹介、専門家へのインタビュー記事や有識者のコラム連載、さらにオリジナルの4コマ漫画シリーズ「タイムくん」など、多彩なコンテンツを掲載している。開設から約5年で月間80万PV（ページビュー）規模に成長しており、その着実な成長の鍵は徹底したデータ活用にあるとされる。

## 編集体制
「データのじかん」には明確な編集体制が敷かれている。編集長は野島光太郎で、広告代理店やIT企業での経験を経て現職に就き、コンテンツマーケティング領域で講師や著書も持つ人物である。記事の作成には「データのじかん編集部」という専属チームが関与しており、ウイングアーク1st社内のメディア企画室が運営を担っている。

### 記事制作
編集長の野島によれば、編集部では月に約20本の記事公開を目安としており、開設から5年間で累計約1800本の記事を制作してきた。当初は編集部の独自取材・執筆による記事がメインだったが、近年では寄稿記事や他媒体からの転載依頼も増えており、すべてを自社制作だけで賄っているわけではないという。

## 特徴

### コンテンツの特色
「データのじかん」に掲載される記事は基本的にウイングアーク1st社内の編集部によるオリジナルコンテンツが中心である。掲載記事の多くはデータサイエンスやDX分野の専門的なテーマに基づくオリジナル記事であり、社内外の有識者へのインタビューや書籍のレビューなど独自取材コンテンツが目立つ。
記事内では、扱うトピックに関連する統計データや第三者の発言・資料などを引用・参照する際に、その出典や情報源が明記されている場合が多い。例えば、サイト内の特集記事では自社や第三者が行った調査データ（マッキンゼーによる経営者インタビュー結果など）を引用することで、主張の根拠を明示するケースもある。

### 編集方針
「データのじかん」は企業運営のメディアではあるものの、コンテンツ内容は自社製品の宣伝に偏らないよう留意されていると評価されている。編集長の野島はインタビューで、読者ニーズに応えるため競合他社の製品やサービスであっても有用な情報であれば記事で取り上げる方針を述べている。実際、「競合製品を紹介する記事は通常なら避けるべきだが、当サイト経由で自社製品へのコンバージョン（問い合わせなど）につながるケースもデータで確認できる」とし、読者に有益な情報提供を優先する編集方針を示している。

## 成長と評価

### アクセス数の推移
「データのじかん」は開設から5年で月間80万PVを達成した。編集長の野島によると、2019年にSNSでいくつかの記事がバズったことが契機となり徐々に成長し、2022年のスマートフォン対応強化により一気に成長したという。2023年時点では年間延べ400万人に読まれるメディアとなっている。

### 外部からの評価
「データのじかん」は、企業のオウンドメディアとして成功した事例の一つとして業界内でしばしば言及されている。Webマーケティング専門メディアの「Impress Web担当者Forum」は2023年7月、同サイトの編集長に対するインタビュー記事を掲載し、5年間で月間80万PVを達成したデータ駆動型コンテンツマーケティングの成功例として紹介した。
マーケティング専門媒体の「アドエビスMEETUPレポート」では「ユーザー満足度を追求する非常にバランスのとれたオウンドメディア」であると評価されている。また、広告効果測定プラットフォーム「アドエビス」を提供する企業の調査では、データのじかんが生み出す月間セッション数は広告費換算で約2,500万円相当の価値があるとの試算結果が報告されている。

### 外部イベントでの紹介
「データのじかん」はコンテンツマーケティング関連のイベントやセミナーでも成功例として度々取り上げられており、編集長の野島が外部のマーケティングカンファレンス（MarkeZine Day 2024など）に登壇し事例発表を行うなど、業界内での知名度や影響力は高い。

## 書籍化
2023年には同編集部の編纂によりサイトの人気連載をまとめた書籍が刊行された。4コマ漫画シリーズ「タイムくん」を用いて、4コマ漫画と用語の解説を組み合わせることで気軽に読み進められる『今さら聞けないDＸ用語まるわかり辞典デラックス』（ウイングアーク1st株式会社「データのじかん」編集部 編、トツカケイスケ マンガ、左右社 発行）が2023年4月5日に発売された。